# Ngulu (Igunga)
Ngulu ist ein Verwaltungsbezirk (englisch Ward) des Distrikts Igunga in der tansanischen Region Tabora.

## Geografie
Ngulu ist ein ländlicher Bezirk im westlichen Teil des zentralen Hochlands von Tansania und liegt etwa 50 Kilometer Luftlinie nordwestlich der Distrikthauptstadt Igunga. Bei der Volkszählung 2022 lebten 11.718 Menschen in 1657 Haushalten auf einer Fläche von 135 Quadratkilometern.
Der Bezirk grenzt an sechs Bezirke des Distrikts Igunga:
| Mwashiku | Kinungu                                     |       |
| Choma    | Kompassrose, die auf Nachbargemeinden zeigt | Ntobo |
| Ziba     | Iborogelo                                   |       |

## Gliederung
Der Bezirk besteht aus drei Gemeinden (swahili Mtaa) mit 14 Orten (Kitongoji):
| Ngulu - Isundamawe - Katani - Mwandumpolo - Witankome | Imalilo - Mwakidiri - Shuleni - Ilungu - Mwamayuki - Mwamasisa - Ukimbizi - Imalanguzu | Mwansung'ho - Jabalambu - Masengwa - Mwansung'ho |

## Infrastruktur
- Bildung: Die Ngulumwa Secondary School ist eine staatliche weiterführende Tagesschule mit einer Ausbildung bis zur 4. Stufe.[7]
- Gesundheit: Im Bezirk liegen zwei öffentliche Apotheken.[8][9]